# Fabio Sacchi
Fabio Sacchi (Milà, 22 de maig de 1974) és un ciclista italià, que fou professional entre 1997 i 2008.
En el seu palmarès destaquen algunes victòries d'etapa en curses d'una setmana i la Milà-Torí de 2005, aconseguides la major part d'elles aprofitant les seves qualitats com a esprintador.

## Palmarès
- 1996
  - 1r al Trofeu Internacional Bastianelli
  - 1r a la Parma-La Spezia
- 1998
  - 1r a la Coppa Bernocchi
- 2001
  - 1r al Gran Premi de la Costa dels Etruscs
  - Vencedor d'una etapa del Tour Down Under
- 2002
  - 1r al Trofeu Ciutat de Castelfidardo
  - Vencedor de 2 etapes de la Volta a Múrcia
- 2003
  - 1r al Giro de Romanya
  - Vencedor d'una etapa del Tour Down Under
- 2004
  - Vencedor d'una etapa de la Volta a Portugal
- 2005
  - 1r a la Milà-Torí
- 2006
  - 1r al Trofeu Ciutat de Borgomanero (amb Marco Velo)

### Resultats al Tour de França
- 1998. 47è de la classificació general
- 1999. 99è de la classificació general
- 2000. 64è de la classificació general
- 2003. 60è de la classificació general
- 2006. Abandona

### Resultats al Giro d'Itàlia
- 2004. 102è de la classificació general
- 2005. 96è de la classificació general
- 2006. 63è de la classificació general

### Resultats a la Volta a Espanya
- 2004. Abandona(12a etapa)
- 2005. No surt (17a etapa)